# Флетчер, Брент
Брент Флетчер (англ. Brent Fletcher) — американский сценарист телевидения. Он работал над такими телесериалами как «Остаться в живых» и «Ангел».

## Карьера
Он был внештатным сценаристом первого сезона «Остаться в живых». Флетчер и состав сценаристов выиграли премию Гильдии сценаристов США (WGA) за лучший драматический сериал на церемонии в феврале 2006 года за их работу над первым сезоном «Остаться в живых».
Он также работал сценаристом драматического сериала канала NBC «Огни ночной пятницы». Он был номинирован на премию WGA за лучший драматический сериал на церемонии в феврале 2009 года за его работу над третьим сезоном сериала и второй год подряд был номинирован на эту же премию в 2010 году за его работу над четвёртым сезоном.
Флетчер был сценаристом и редактором сюжетов сериала Starz «Спартак: Кровь и песок». В настоящее время он служит в качестве сценариста сериала ABC «Агенты „Щ.И.Т.“» от Marvel.
Не путать с Брентом Флетчером, американским каскадёром.